# Клуб самоубийц (фильм, 2001)
«Клуб самоубийц» Suicide Circle (яп. 自殺サークル Jisatsu Sākuru) — вышедший в 2001 году японский инди-хоррор режиссёра и сценариста Сиона Соно. Фильм рассказывает о попытках полиции раскрыть причины серии массовых самоубийств, охвативших Японию.
Фильм был показан на кинофестивалях всего мира и выиграл главный приз в 2003 году на фестивале «Фантазия».

## Сюжет
27 мая 2001 года в Токио 54 школьницы совершают массовое самоубийство, прыгая под поезд. Спустя всего несколько часов две медсестры вместе выпрыгивают из окна. На каждом месте происшествия полиция обнаруживает свёрнутые ленты из человеческой кожи. Детективы Кюрода (Ryo Ishibashi), Шибусава (Масатоси Нагасэ) и Мурата (Akaji Maro) получают от хакера под псевдонимом Киоко подсказку, что самоубийства как-то связаны с веб-сайтом, на котором показаны белые и красные круги. 28 мая во время обеденного перерыва группа школьников спрыгивает с крыши школы. 29 числа волна самоубийств охватывает всю страну, среди погибших — семья детектива Кюроды. 30 мая мальчик звонит в полицию с предупреждением о том, что в 7:30 случится ещё одно массовое самоубийство на той же самой железнодорожной платформе…

## Темы и интерпретация
Картина затрагивает одну из самых острых проблем современного японского общества — резкий рост числа массовых самоубийств, наблюдаемый в стране с 1998 года. Японская культура имеет многовековую традицию ритуальных самоубийств, в том числе с романтизацией харакири и синдзю. Общество, пронизанное перфекционизмом и крайне высокой социальной конкуренцией, не принимает любые проявления неидеальности среди своих членов, в том числе стигматизирует психологические расстройства, и не прощает ошибок. Случается, что железнодорожная компания взимает плату с родственников самоубийц, прыгнувших под поезд, а в банках сотрудники уговаривают людей брать кредиты и оформлять на себя страхование жизни. Фильм исследует негативное влияние современных социальных тенденций — самоизоляцию, одиночество, эпидемическое распространение низкой самооценки, тривиализацию жизни, постоянно усиливающееся давление со стороны сверстников. Режиссёр называет давление медиа и СМИ одной из причин волны самоубийств, называя суицидальным повальное общение через Интернет.

## Релиз и отзывы
Фильм был показан на кинофестивалях всего мира и выиграл главный приз в 2003 году на фестивале «Фантазия». «Клуб самоубийц» привлёк внимание критиков и аудитории из-за своей крайне вызывающей подачи. Виржини Селави в своей рецензии для журнала Electric Sheep Magazine писала, что «Клуб самоубийц назвали „запутанным“, а Соно критиковали за то, что он его сатира на поп-культуру и обличение СМИ недостаточно ясны. Но двусмысленность фильма — это именно то, что делает его интересным». Эндрю Борнтрагер из «Синефилов без границ» назвал фильм «сюрреалистической культовой классикой, полной экзистенциального ужаса и острых социальных комментариев». По словам Дженна Коултера из журнала Visual Cult Magazine, Suicide Club — «это визуальный шведский стол с тревожными образами». Он отмечает, что практически невозможно объяснить сюжет, определить жанр фильма или даже назвать главных героев, но в целом просмотр картины даёт зрителю тревожащий, но важный кинематографический опыт. Другой критик — Жюстин Перес Смит — увидела в фильме множество зацепок и логичную структуру, а насчёт индивидуальности героев отметила, что в «мире, где персонажи хотят прекратить свое существование», придерживаться своей индивидуальности было бы контринтуитивно. По словам Смит, картина Соно представляет собой прямую противоположность почти всем западным фильмам — вместо индивидуализма, присущего капитализму, он «показывает желание персонажей отречься от себя и дать чёрной бездне полглотить себя».

## Приквел
В 2006 году Соно выпустил приквел к фильму — «Обеденный столик Норико», события в котором происходили как до, так и после показанных в «Клубе самоубийц». Соно говорил в интервью, что мечтает снять ещё один фильм, который стал бы завершающей частью трилогии.